# Argonaut

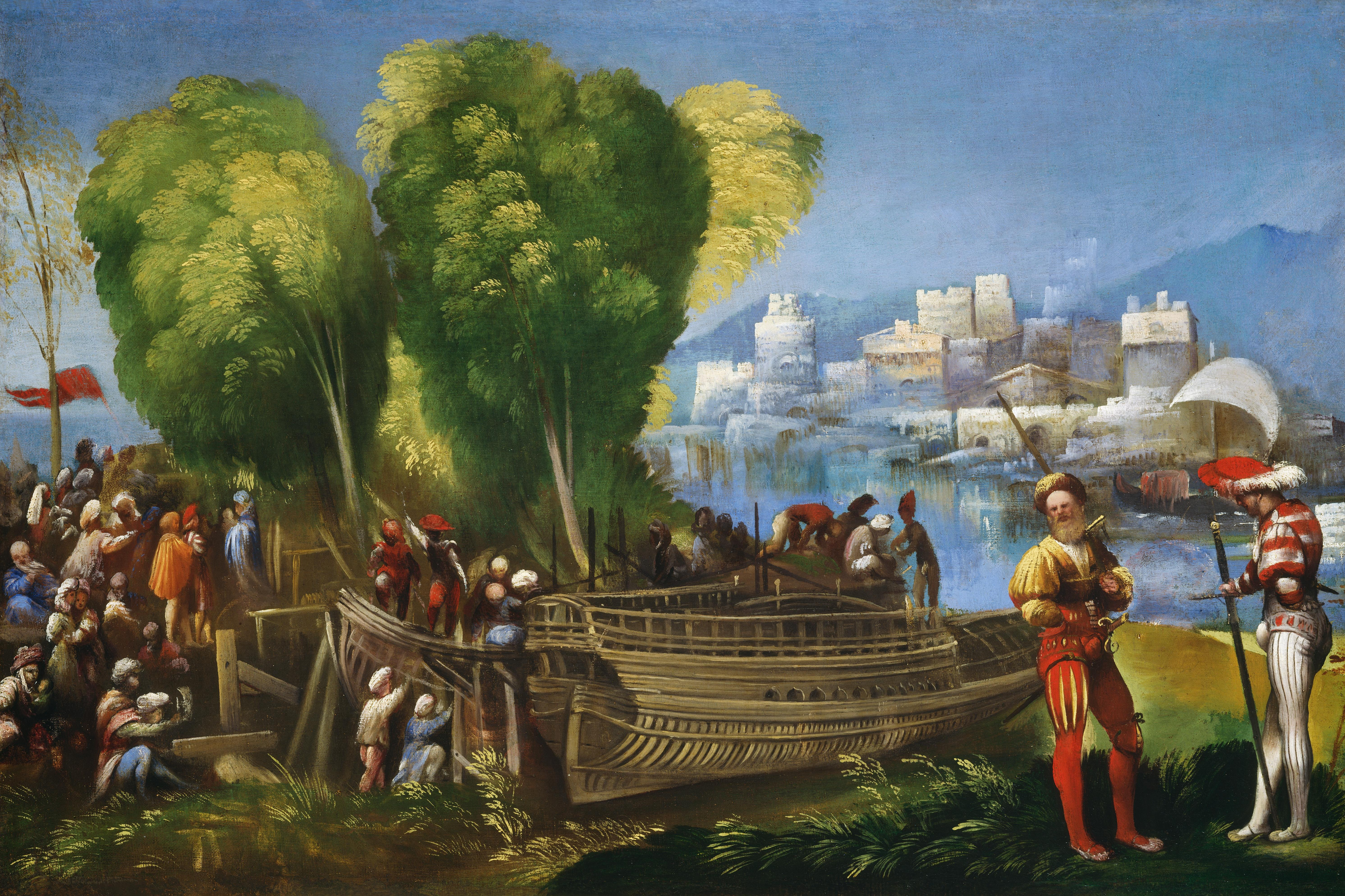
Argonauternas avfärd. Målning av Dosso Dossi cirka 1510

Argonauterna var i den grekiska mytologin, i berättelsen om Jason, en samling hjältar som Jason lyckades samla omkring sig på skeppet Argo.

## Förteckning över argonauter (urval)
- Admetos
- Amphion
- Herakles
- Kastor
- Nestor
- Orfeus
- Peleus
- Polydeukes